# Championnat de France de football américain 1983
Navigation
Saison 1982 Saison 1984
La saison 1983 du casque d'or est la 2e saison du championnat de France de football américain de D1 qui voit le sacre des Spartacus de Paris.

## Participants
- Météores de Nogent
- Anges Bleus de Montreuil
- Spartacus de Paris
- Squales de Rueil-Malmaison
- Castors de Paris (apparition, troisième en D2 la même année)

## Résultats

### Demi-finales
- Spartacus de Paris  -  Castors de Paris
- Anges Bleus de Montreuil 20 -  0 Météores de Nogent

### Finale
- 21 mai 1983 à Paris au Stade Jean-Bouin :
  - Spartacus de Paris 34 - 14 Anges Bleus de Montreuil

## Source
- Elitefoot